# Matthias Schurig
Matthias Schurig (* zwischen 1640 und 1650 in Radeberg; † 24. Dezember 1697 in Stettin) war ein sächsischer Orgelbauer.

## Wirken
Für das Jahr 1678 ist belegt, dass der Rat von Kamenz anstrebte, eine größere Orgel auf dem Westchor der Hauptkirche St. Marien errichten zu lassen. Verschiedene Orgelbaumeister wurden um Einreichung ihrer Dispositionen gebeten. Zuletzt trat der Rat 1679 mit dem Orgelbaumeister Matthias Schurig in Verbindung. Über Vorverhandlungen ist nichts bekannt, Schurig bekam aber den Zuschlag, möglicherweise hatte er sich – noch jung an Jahren – über eine in Meißen gebaute Orgel empfohlen. Ob er tatsächlich vor 1679 eigene Werke erbaut hatte, ist aber nicht sicher.
1679 bis 1682 baute er die Orgel in der Kamenzer Hauptkirche. Das auf dem Rückpositiv der Kamenzer Orgel angebrachte sächsische Wappen mit zwei Wappenlöwen fertigte Schurig vermutlich erst 1685 an. Dazu existieren wohl zwei „saubere Bleistiftzeichnungen“, die in den Akten vorhanden sein sollen. Aus den Akten geht hervor, dass die „geschnittene Kunstarbeit in Holz“ von George Hönniger ausgeführt wurde. „Zur Befestigung des Wappens und der Löwen mit Eisen und 33 Schrauben am Rückpositiv wurden gezahlt 2 Rhtlr. 3 gr.“ 1891 wurde in der Hauptkirche die neugotische Walcker-Orgel eingebaut und die Schurig-Orgel ersetzt, lediglich ein Register – die Äoline 8′ (Fugara 8′) – wurde in die 1849/50 erbaute Mende-Orgel der Klosterkirche St. Annen (Kamenz) übernommen und das kursächsische Wappen mit den beiden Löwen fand einen neuen Platz an der Orgelempore der Klosterkirche.
Matthias Schurig wird als „bedeutender sächsischer Meister mit grenzüberschreitendem Wirkungskreis und außergewöhnlich ideenreicher Bauweise“ geführt. Von Schurig sind keine Orgeln erhalten.

## Weitere Werke
Die Größe der Instrumente ist durch die Anzahl der Manuale (römische Zahl) und die Anzahl der klingenden Register (arab. Zahl) angegeben. Ein selbstständiges Pedal ist durch ein großes „P“ gekennzeichnet.
| Jahr      | Ort              | Kirche      | Bild | Manuale | Register | Bemerkungen                                             |
| --------- | ---------------- | ----------- | ---- | ------- | -------- | ------------------------------------------------------- |
| 1679–1682 | Kamenz           | St. Marien  |      | III/P   | 36       | 1891 ersetzt                                            |
| 1685      | Lübben           | St. Nikolai |      |         |          | nicht erhalten                                          |
| 1688      | Crossen          | St. Marien  |      |         |          | 1708 verbrannt                                          |
| 1690      | Frankfurt (Oder) | St. Nikolai |      | I/P     | 10       | nicht erhalten                                          |
| 1691–1695 | Frankfurt (Oder) | St. Marien  |      | III/P   | 40       | 14. Juli 1695 geweiht. 1826 durch Turmeinsturz zerstört |
| um 1695   | Guben            | Stadtkirche |      |         |          |                                                         |
| 1695      | Küstrin          | St. Marien  |      |         |          |                                                         |
| 1695–1697 | Stettin          | St. Jakobi  |      | III/P   | 38       | von Arp Schnitger vollendet; nicht erhalten             |

Weitere Werke in Sachsen werden als möglich angesehen.